# بابل أباد
بابل أباد (بالفارسية: بابل‌آباد) هي قرية تقع في أذربيجان الغربية في إيران. يقدر عدد سكانها بـ 1,164 نسمة .